# God Seed
God Seed – norweska grupa muzyczna wykonująca black metal. Powstała w 2009 roku w Bergen.
W 2009 roku wokalista Kristian Eivind „Gaahl” Espedal i basista Tom „King Ov Hell” Cato Visnes przegrali proces sądowy z gitarzystą Rogerem „Infernusem” Tiegsem o prawa do nazwy grupy Gorgoroth. W konsekwencji tego samego roku Visnesl i Espedal założyli God Seed. Po niespełna pięciu miesiącach działalności Espedal odszedł z zespołu, co stanowiło przyczynę jego rozwiązania. Wkrótce potem Visnes powołał zespół Ov Hell. Natomiast Espedal skoncentrował się na działalności w folkowej grupie Wardruna.
27 stycznia 2012 roku nakładem wytwórni muzycznej Indie Recordings ukazał się koncertowy album God Seed pt. Live at Wacken. Na wydawnictwie znalazł się niekompletny występ zespołu Gorgoroth bez jego założyciela Rogera „Infernusa” Tiegsa, a zarejestrowany podczas koncertu na festiwalu Wacken Open Air w 2008 roku. Ówczesny koncertowy skład oprócz Espedala i Visnesa stanowili: perkusista Nicholas Barker oraz gitarzyści Arve „Ice Dale” Isdal i Morten Bergeton „Teloch” Iversen. Materiał obejmują wyłącznie utwory skomponowane przez Visnesa do tekstów Espedala. Także w 2012 roku Espedal i Visnes wznowili działalność God Seed oraz rozpoczęli prace nad debiutanckim albumem studyjnym. Z kolei skład został poszerzony o perkusistę Kennetha Kapstada, gitarzystów Stiana „Sir” Kårstada i Ole „Lust Kilmana” Walauneta oraz klawiszowca Geira Bratlanda.
W 2015 roku zespół został rozwiązany. Muzycy Stian „Sir” Kårstad, Baard Kolstad, Ole „Lust Kilman” Walaunet oraz Kristian Eivind „Gaahl” Espedal kontynuują działalność artystyczną w zespole pod nazwą Gaahls Wyrd. 

## Muzycy
Ostatni skład zespołu
- Kristian Eivind „Gaahl” Espedal – śpiew (2009, 2012-2015)
- Tom „King Ov Hell” Cato Visnes – gitara basowa (2009, 2012-2015)
- Baard Kolstad – perkusja (2014-2015, sesyjnie; 2015)
- Stian „Sir” Kårstad – gitara (2012-2015)
- Ole „Lust Kilman” Walaunet – gitara (2012-2015)
- Geir Bratland – instrumenty klawiszowe (2012-2015)

Byli członkowie zespołu
- Kenneth Kapstad – perkusja (2012-2015)

Muzycy koncertowi
- Morten Bergeton „Teloch” Iversen – gitara (2009)
- Daniel „Garghuf” Robnik – perkusja (2009)
- Stian „Sir” Kårstad – gitara (2009)

## Dyskografia
- Live at Wacken (DVD/CD, 2012, Indie Recordings)
- I Begin (album, 2012, Indie Recordings)[7]